# Monchoachi
Monchoachi (pseudonyme d’André Pierre-Louis) est un écrivain français, né en 1946 à Saint-Esprit, en Martinique. En 2003, il obtient le prix Carbet de la Caraïbe et le prix Max-Jacob pour L'Espère-geste.

## Œuvres
En langue créole
https://lundi.am/Entretien-avec-Monchoachi-la-parole-sauvage-a-l-assaut-de-l-occident
- Dissidans’, La Ligue, 1980
- Konpè lawouzé, Impr. Libres, 1979
- Nostrom, Paris, Éditions caribéennes, 1982
- Bèl-bèl zobèl, Imprimerie Desormeaux, 1983
- Samuel Beckett, La ka èspéré Godot, traduction de En attendant Godot par Monchoachi, New legend, 2002
- Samuel Beckett, Jé-a bout, traduction de Fin de partie par Monchoachi, New legend, 2002
- Lakouzémi, avec Georges-Henri Léotin, Juliette Smeralda-Amon, Lakouasos, 2007

En langue française
- Nuit gagée ; suivi de Quelle langue parle le poète, Schœlcher, Presses universitaires créoles-GEREC ; Paris, Éd. l'Harmattan, 1992
- La Case où se tient la lune, Bordeaux, William Blake & Co éd., 2002
- Espère-geste, Sens, Obsidiane, 2002 - Prix Carbet de la Caraïbe et Prix Max Jacob en 2003
- Paris Caraïbe : le voyage des sens, Atlantica, 2002
- avec Jérôme Maucourant, Rosa Moussaoui et Frantz Succab, Qui ne connaît pas Monsieur Domota ?, préface par Malik Duranty, Coll. Anamnésis, Editions Desnel, Octobre 2009,  (ISBN 978-2915247-268)
- Lémistè, Obsidiane, Obsidiane 2012
- Partition noire et bleue (Lémistè 2), Obsidiane 2016
- Retour à la parole sauvage, Lundimatin 2023

° Fugues vs fug (Lémistè 3), Obsidiane 2021
° Streitti (Lémisté 4), Obsidiane, 2024